# NestJS
Nest (NestJS) — це платформа для створення ефективних, масштабованих програм Node.js на стороні сервера.
Він використовує JavaScript, створений і повністю підтримує TypeScript (все ще дозволяє розробникам кодувати на чистому JavaScript) і поєднує елементи ООП (об’єктно-орієнтоване програмування), ФП (функціональне програмування) і ФРП (функціональне реактивне програмування).
Nest надає готову архітектуру додатків, яка дозволяє розробникам та командам створювати легко тестовані, масштабовані, слабозв'язані та прості в обслуговуванні додатки. Архітектура сильно натхненна Angular.